# Paul Magnin
 (mai 2019).
Si vous disposez d'ouvrages ou d'articles de référence ou si vous connaissez des sites web de qualité traitant du thème abordé ici, merci de compléter l'article en donnant les références utiles à sa vérifiabilité et en les liant à la section « Notes et références ».
Pour les articles homonymes, voir Magnin.
Paul Magnin (né le 19 juillet 1939) est un sinologue et directeur de recherche au CNRS, où il est membre du « Groupe de sociologie des religions et de la laïcité ». 
Il est connu pour être un spécialiste du bouddhisme chinois. Il a travaillé sous la direction de André Bareau. Il est également professeur invité à la Faculté de théologie du Centre-Sèvres (Paris) et de même pour la Faculté de théologie de Lyon. Il est enfin membre de l'Université bouddhique européenne.

## Publications

### Ouvrages et direction d'ouvrage
- Bouddhisme, unité et diversité. Expériences de libération, Paris, Cerf, 2003, 763 p. (ISBN 978-2-204-07092-8, présentation en ligne), p. 100-102
- Paul Magnin (dir.), L’intelligence de la rencontre du bouddhisme. Actes du colloque du 11 octobre 2000 à la fondation Singer Polignac : « La rencontre du bouddhisme et de l’Occident depuis Henri de Lubac », Paris, Cerf, 2001, 208 p. (ISBN 2-204-06726-1, présentation en ligne)
- La vie et l’œuvre de Huisi (515-577). Les origines de la secte bouddhique chinoise du Tiantai, Paris, EFEO, 2005 (1re éd. 1979), 290 p. (ISBN 978-2-855-39066-6)

### Chapitres d'ouvrages
- « L’analyse  bouddhique », dans Michel  Meslin,  Alain  Proust  et  Ysé  Tardan-Masquelier, La  quête  de  guérison. Médecine et religions face à la souffrance, Paris, Bayard, 2006, 147-175 p.
- « Le pèlerinage dans la tradition bouddhique chinoise », dans Jean Chélini et Henry de Branthomme (Dir.), Histoire des pèlerinages non chrétiens. Entre magique et sacré: Le chemin des dieux, Paris, Hachette, 1987, 538 p. (ISBN 978-2-010-11605-6), p. 278-310
- « L’orthodoxie en question: Une étude du Soutra de la concentration la plus profonde et souveraine (Zui miaosheng dingjing) », dans Catherine Despeux (Dir.), Bouddhisme et lettrés dans la Chine médiévale, Paris-Louvain, Peeters, 2002, 374 p. (ISBN 9042-91138-7)
- « Le bouddhisme en Chine », dans Frédéric Lenoir et Ysé Tardan-Masquelier, Encyclopédie des religions, Paris, Bayard, 2000 (1re éd. 1997), 2513 p. (ISBN 978-2-227-01100-7)

### Articles (sélection)
- « Moralité bouddhique et éthique chrétienne », Revue d'éthique et de théologie morale, no 217,‎ 01/06 2001
- « La coproduction conditionnée selon l'école chinoise Huayen », in Les Cahiers bouddhiques n° 2, 2005, UBE.
- « Le bouddhisme ou le dépassement de l'expérience religieuse », Transversalités, no 67,‎ juillet-septembre 1998
- « Le divertissement dans le bouddhisme chinois, entre ascèse et "moyens appropriés" », Extrême-Orient, Extrême-Occident,‎ 1998, p. 31-62 (DOI https://doi.org/10.3406/oroc.1998.1054)
- « Le bouddhisme et la dépossession du Soi », Études, vol. 386,‎ avril 1997, p. 515-526 (lire en ligne, consulté le 10 mars 2021)
- « Le bouddhisme et l'expérience mystique », Études, vol. 386,‎ mai 1997
- « Le vrai défi du bouddhisme à l'Occident chrétien », Études, vol. 376,‎ mai 1992
- « La sainteté dans le Bouddhisme », La Vie spirituelle, no 683,‎ janvier 1989
- « Le discours de libération de l'homme : quelques traits caractéristiques de l'évolution du bouddhisme au sein de la tradition chinoise : nirvana, nature de Buddha et culte d'Amitaba », Extrême-Orient, Extrême-Occident « Une civilisation sans théologie ? », no 6,‎ 1985, p. 95-102 (DOI https://doi.org/10.3406/oroc.1985.920)
- « VACUITÉ, notion de », sur Encyclopædia Universalis [en ligne], s.d. (consulté le 10 mars 2021)